# Symbolismus

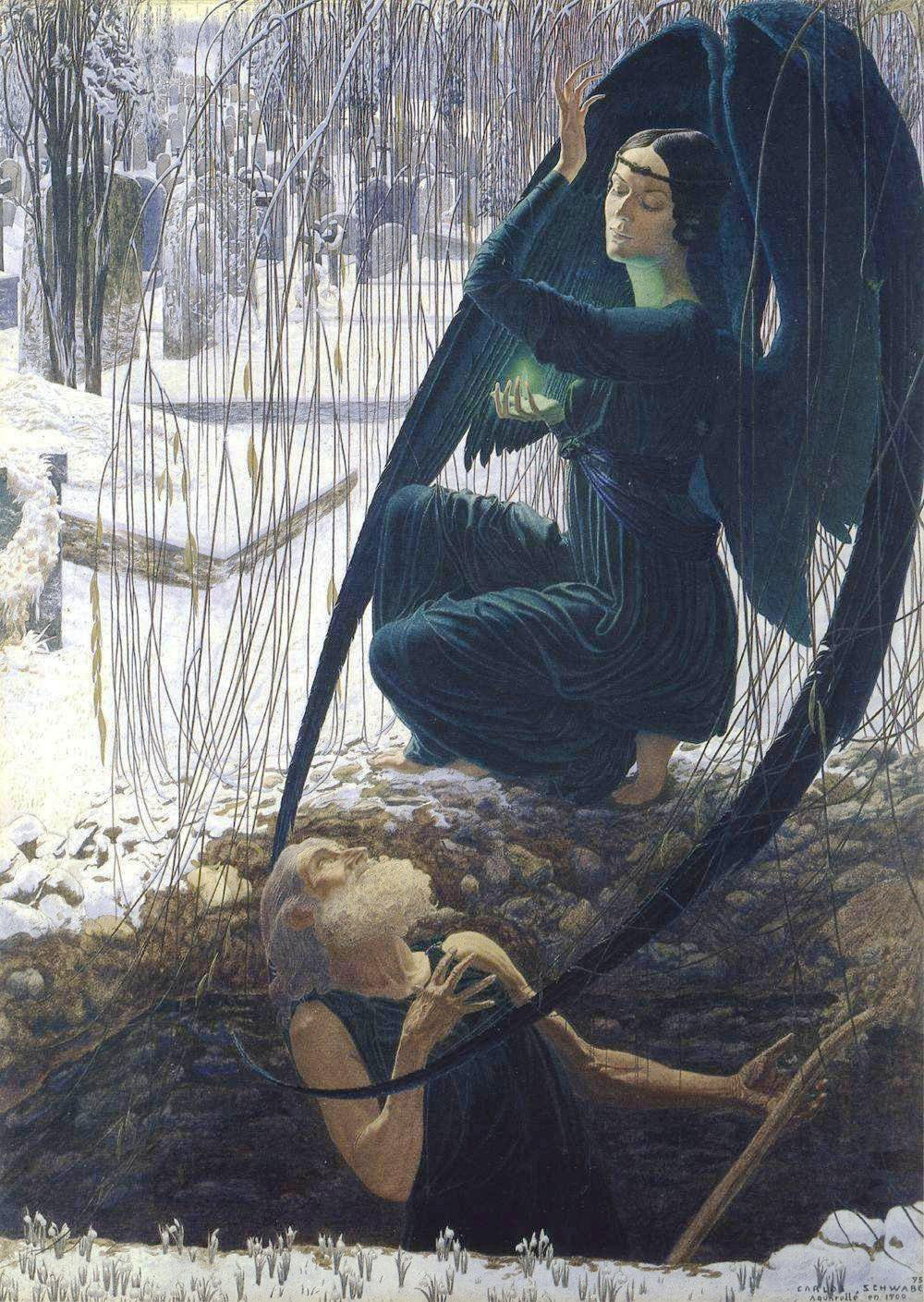
Hrobníkova smrt (La mort du fossoyeur) od Carlose Schwaba je vizuálním shrnutím symbolických motivů. Smrt a andělé, nezkažený sníh, a dramatické pózy postav vyjadřují touhu symbolistů po proměně „kamkoliv pryč z tohoto světa“.

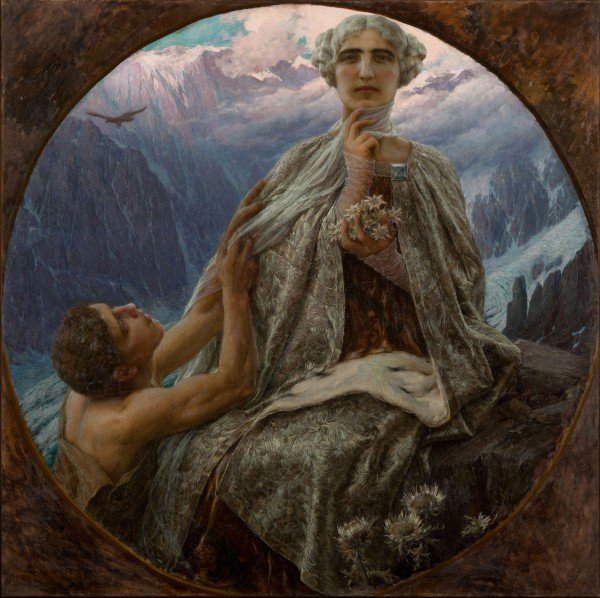
Vrchol, 1912, symbolistické dílo malíře Cesare Saccaggiho z Tortony

Symbolismus je umělecké hnutí, které vzniklo ve Francii roku 1886, největší rozmach byl na přelomu 19. a 20. století. Symbolismus byl reakcí na popisnost naturalismu a parnasismu (v Čechách lumírovci). Toto hnutí částečně navazuje na romantismus. Jejich cílem bylo zobrazovat věci, které nelze racionálně popsat (nálady, emoce, myšlenky, city atd.), tj. zobrazit (nakreslit, popsat atp.) nezobrazitelné, snažili se proniknout k podstatě skutečnosti – usilovali o vnímání umění všemi pěti smysly. K tomu jim měl pomáhat symbol, který se měl stát prostředníkem mezi skutečným světem a „světem duše“ a měl v náznaku odkrývat tajemství ukryté v nitru věcí. Symbol nebyl přímým pojmenováním věci (problému, stavu atp.), ale pouhým náznakem, sugescí podstaty věci.
Symbolisté se snažili vytvořit umění, a to soustředěným vnímáním celé umělcovy bytosti, všemi pěti smysly, které měly splynout. Věřili, že umění by mělo chtít zachytit více absolutních pravd, které mohly být zpřístupněné jen nepřímými metodami.
Symbolisté se dělili na několik skupin. Jejich chápání symbolu bylo radikálně odlišné. Základní představy byly symboly jako:
1. Nápověda – tj. má čtenáři vsugerovat nějaký pocit, náladu, …
2. Jednoznačný znak

## Ve výtvarném umění
Ve výtvarném umění se tento směr nemohl zcela rozvinout, neboť některé jeho myšlenky byly podobné, jako u populárnější secese. Výtvarné umění je reakcí nejen na naturalismus, ale především na impresionismus a někdy i na akademismus.

### Světoví malíři a sochaři
- Gustave Moreau – Francouz
- Odilon Redon – Francouz
- Paul Gauguin – Francouz
- James Ensor – Belgičan
- Gustav Klimt – Rakušan
- Émil Bernard – Francouz
- Arnold Böcklin – Švýcar
- Nabis – skupina francouzských malířů
- Félicien Rops – Belgičan
- Pierre Puvis de Chavannes – Francouz
- Auguste Rodin – sochař; Francouz
- Franz Stuck
- Ferdinand Hodler

### Čeští malíři a sochaři

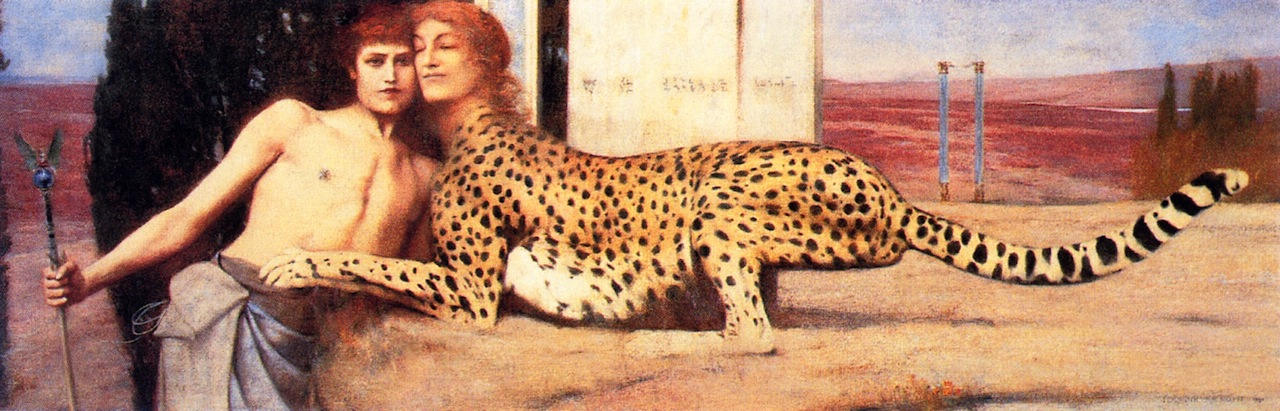
Fernand Khnopff: Sfinga či Něžnosti (fr. L'Art, Des Caresses)

- František Bílek
- Vojtěch Preissig
- Jan Preisler
- Vojtěch Sucharda – sochař
- Ladislav Šaloun – sochař
- Max Švabinský
- Jan Zrzavý
- Josef Váchal
- Jan Konůpek
- Beneš Knüpfer
- Maxmilián Pirner
- August Brömse
- Rostislav Peška
- Jaroslav Panuška

## V literatuře
V literatuře využívali báje, mýty a pohádky. Symbol měl umožnit čtenáři uhodnout tajemství ukryté v nitru věci. V literatuře tyto představy vyjadřují nepřímo (metaforou). Symbolismus zahájil prudký rozvoj básnické obraznosti, kladl velký důraz na hudebnost. Tyto prvky často vedly k nesrozumitelnosti a nepochopitelnosti jejich náznaků.
Významným prvkem jejich poezie byl volný verš, který používali pravděpodobně jako první.
V literatuře chce básník svým dílem především zapůsobit, nezáleží mu na plném pochopení. Používá se především volný verš, básníci se snaží o hudebnost verše.
V Čechách a na Moravě byl hlavním propagátorem symbolismu časopis Moderní revue, kde byly odmítány téměř všechny dosavadní představy o literatuře. Zdůrazňoval se ideál svobodného, naprosto ničím nespoutaného jedince.

### Světová literatura
| Francie a Belgie - Stéphane Mallarmé - Paul Verlaine - Arthur Rimbaud - Charles Baudelaire - Maurice Maeterlinck (Belgie) | Rusko - Innokentij Anněnskij - Valerij Brjusov - Andrej Bělyj - Alexandr Blok - Marina Cvetajevová | další země - Rainer Maria Rilke (Česko; německy píšící) - Hugo von Hofmannsthal (Rakousko) - Stanisław Wyspiański (Polsko) - William Butler Yeats (Irsko/Británie) - Henrik Ibsen (Norsko) |

### Čeští spisovatelé
- Otokar Březina
- Viktor Dyk
- Karel Hlaváček
- Antonín Sova
- Petr Bezruč
- Jan Opolský

## Hudba
Také v hudbě měl symbolismus jistý vliv. Mnoho symbolistických spisovatelů bylo často hudebními nadšenci Richarda Wagnera, který důsledně uplatňoval leitmotivy, česky příznačný motiv. Symbolistická estetika měla hluboký dopad na tvorbu Clauda Debussyho, Erika Satie anebo Alexandra Nikolajeviče Skrjabina.

## Film
Mnoho starých filmů bylo ovlivněno symbolismem, z něhož jejich tvůrci převzali vizuální užívání metafor. Symbolistickým pojetím jsou ovlivněny především německé expresionistické filmy.
V americké kinomatografii se vliv symbolismu projevil především u němých filmů Davida Wark Griffitha.
Symbolistické užívání metafor žilo dál v hororech dánského režiséra Carla Theodora Dreyera (např. Upír).